# Winkfein Csaba
Winkfein Csaba (Esztergom, 1978. október 17.) politikus, 2006 és 2010 között országgyűlési képviselő, a Magyar Szocialista Párt tagja.

## Életrajza
Szülővárosában, a Temesvári Pelbárt Ferences Gimnáziumban érettségizett. 1997-2001 között az esztergomi Vitéz János Római Katolikus Tanítóképző Főiskolán szerzett szociálpedagógiai diplomát. 1999/2000-es tanévben Socrates-Erasmus ösztöndíjas volt a bambergi Otto-Friedrich Egyetem (Németország) Sozialwesen szakán. 2001-2003 között az ELTE BTK Szociológiai és Szociálpolitikai Intézetében szerzett szociálpolitikai másoddiplomát. Német középfokú nyelvvizsgája van. 
2001-ben irodavezetőként kezdett dolgozni, majd 2002-ben az Elektrovill 82 Kft. logisztikai vezetője, majd az Oktáv Rt. óraadó tanára lett. 2005 óta szakértőként tevékenykedik. 1998-tól az Esztergom-kertvárosi Részönkormányzat tagja, majd a 2002-es önkormányzati választásokon MSZP-s egyéni képviselő lett, illetve a megyei közgyűlés MSZP-s tagja. A megyei közgyűlés Egészségügyi és Szociális Bizottság alelnöke, és az EU Integrációs Bizottság tagja volt. 2002-től az MSZP Esztergom Térségi Szervezet alelnöke, majd 2007-től elnöke. 2004-től az MSZP Komárom-Esztergom megyei alelnöke is. 2001-ben alapítója a Fiatal Baloldal esztergomi szervezetének és ez évtől a FIB Komárom-Esztergom megyei elnöke is, majd a FIB országos elnökségi tagja. 
A 2006-os országgyűlési választáson pártja Komárom-Esztergom megyei területi listáján szerzett mandátumot. Az Országgyűlésben 2007. március 7-től a kábítószerügyi eseti bizottság elnöke, 2008. február 11-től a Környezetvédelmi bizottság tagja, 2008. május 19-től pedig az Ifjúsági, szociális és családügyi bizottság alelnöke volt 2010. május 14-ig, a második Orbán-kormány megalakulásáig. A 2010-es országgyűlési választáson nem szerzett mandátumot. Nős, egy gyermeke van.